# Aphanistes guadamuzae
Aphanistes guadamuzae là một loài tò vò trong họ Ichneumonidae.